# یوخن هبست

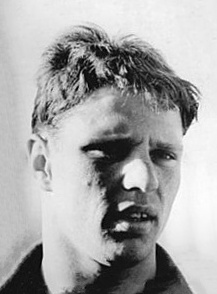
herbst

یوخن هبست (به انگلیسی: Jochen Herbst) (زادهٔ ۱۶ اکتبر ۱۹۴۲) شناگر اهل آلمان است.